# Starbeck (parish)
Starbeck var en civil parish från 1896 till 1938 då den blev en del av Harrogate, i grevskapet West Riding of Yorkshire (nu North Yorkshire), i England. Civil parish hade 308 invånare år 1931.